# Goegoetka
Goegoetka of Gugutka (Bulgaars: Гугутка) is een dorp in het zuiden van Bulgarije. Het is gelegen in de gemeente Ivaïlovgrad, oblast Chaskovo. Het dorp ligt hemelsbreed 65 km ten zuidoosten van de stad Chaskovo en 257 kilometer ten zuidoosten van Sofia.

## Bevolking
Op 31 december 2019 werden er 90 inwoners in het dorp geregistreerd door het Nationaal Statistisch Instituut van Bulgarije, een daling vergeleken met het maximum van 577 personen in 1946.
|  |

Van de 82 inwoners reageerden er slechts 41 op de optionele volkstelling van 2011. Van deze 41 respondenten identificeerden 28 personen zichzelf als etnische Bulgaren, terwijl er 7 etnische Bulgaren werden geteld. 6 respondenten gaven geen of een andere afkomst op.
| Etnische samenstelling van de respondenten (2011) | Etnische samenstelling van de respondenten (2011) | Etnische samenstelling van de respondenten (2011) | Etnische samenstelling van de respondenten (2011) | Etnische samenstelling van de respondenten (2011) |
| ------------------------------------------------- | ------------------------------------------------- | ------------------------------------------------- | ------------------------------------------------- | ------------------------------------------------- |
|                                                   |                                                   |                                                   |                                                   |                                                   |
| Bulgaren                                          | Bulgaren                                          |                                                   | 68,3%                                             | 68,3%                                             |
| Turken                                            | Turken                                            |                                                   | 17,1%                                             | 17,1%                                             |
| Roma                                              | Roma                                              |                                                   | 0,0%                                              | 0,0%                                              |
| Anders/Onbekend                                   | Anders/Onbekend                                   |                                                   | 14,6%                                             | 14,6%                                             |

## Afbeeldingen

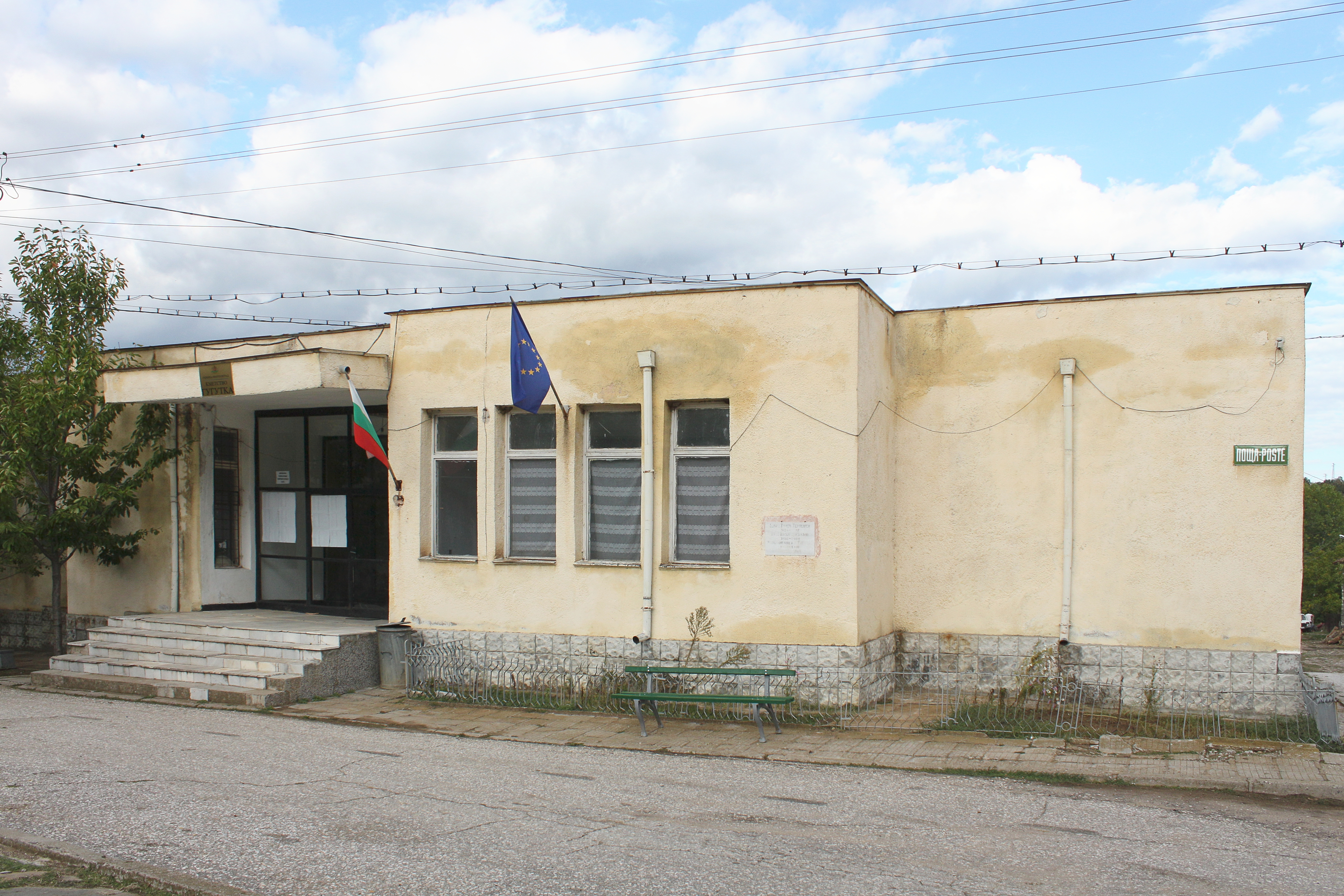
Het burgemeestershuis
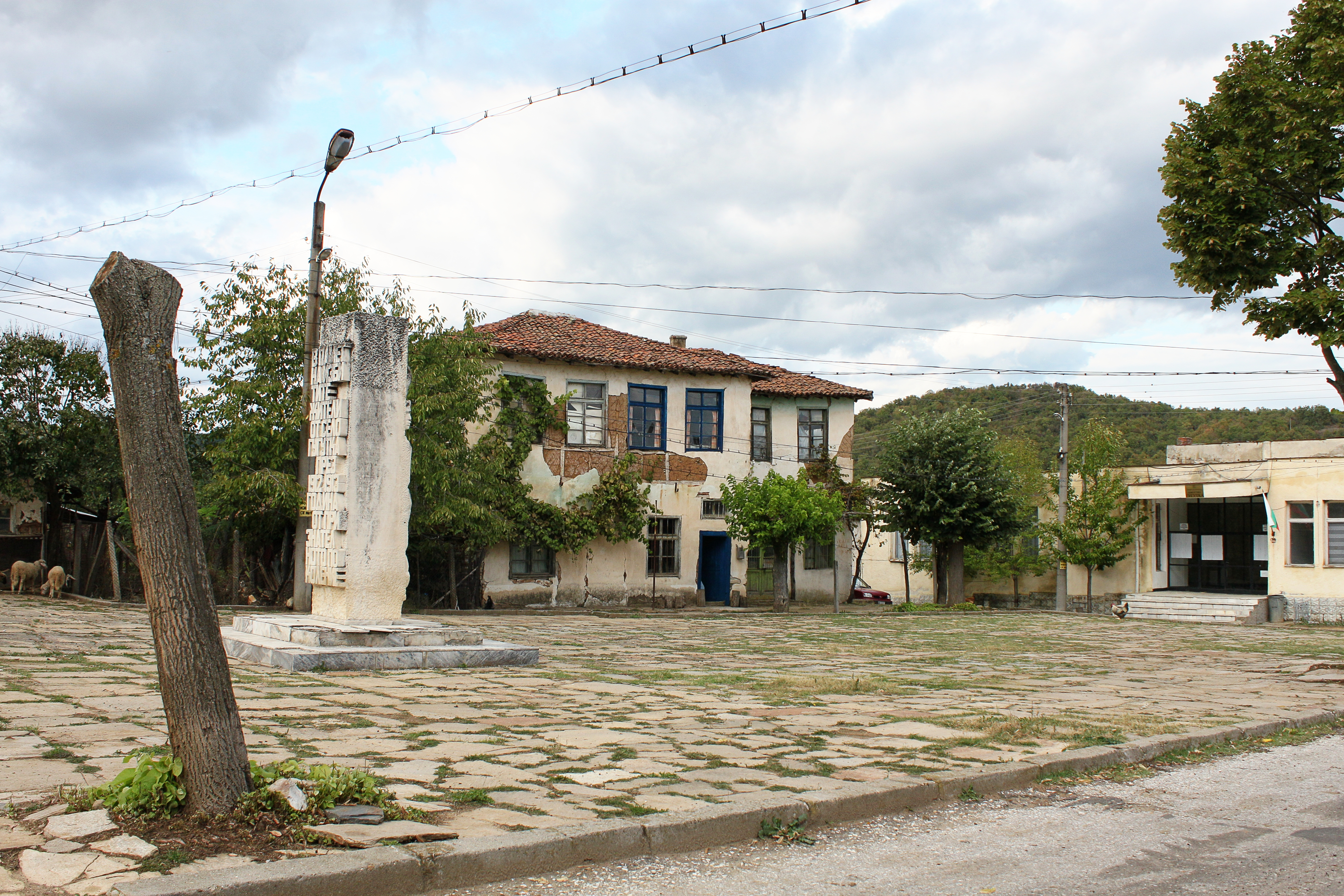
Het centrale plein van het dorp
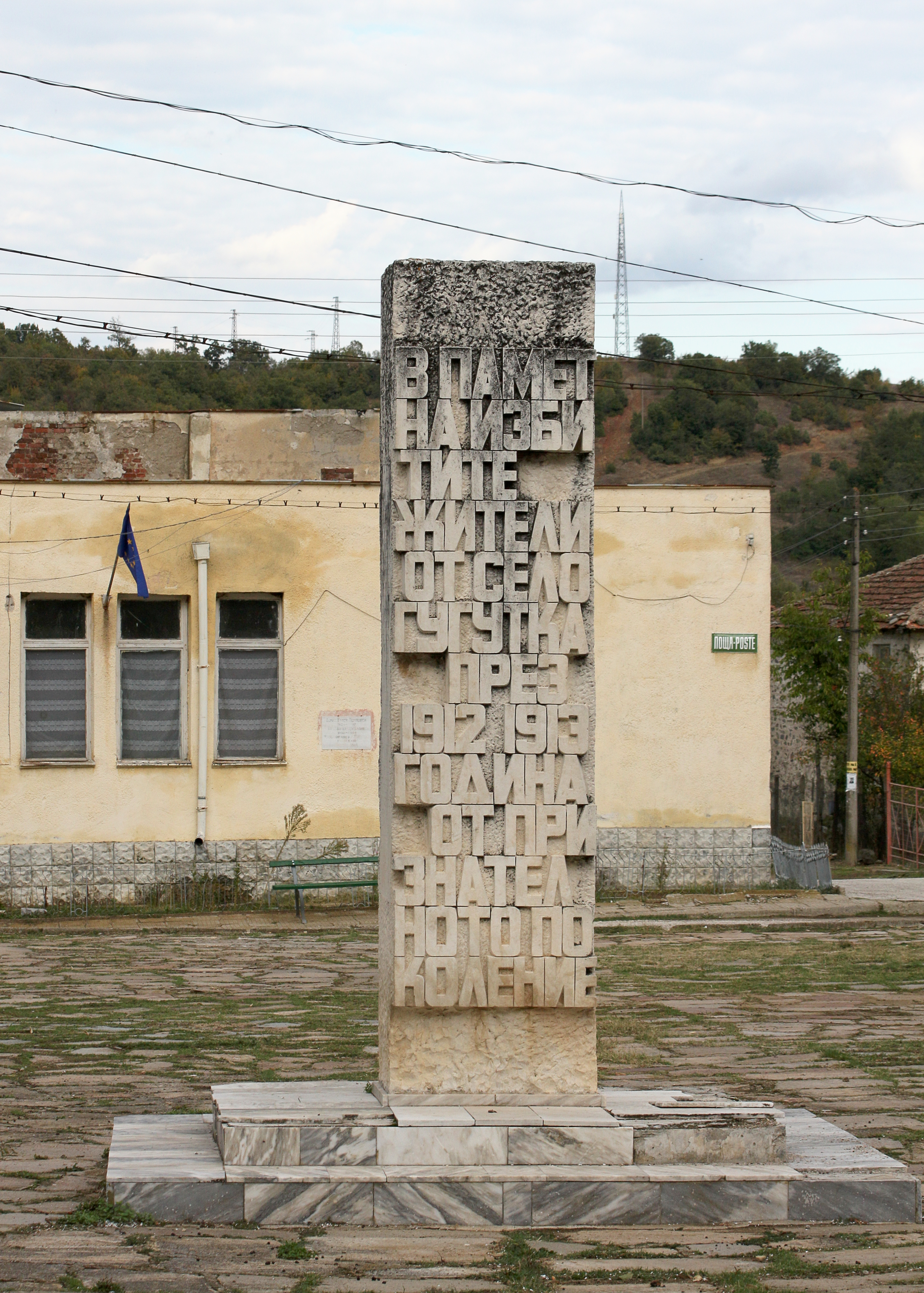
Bevrijdingsmonument
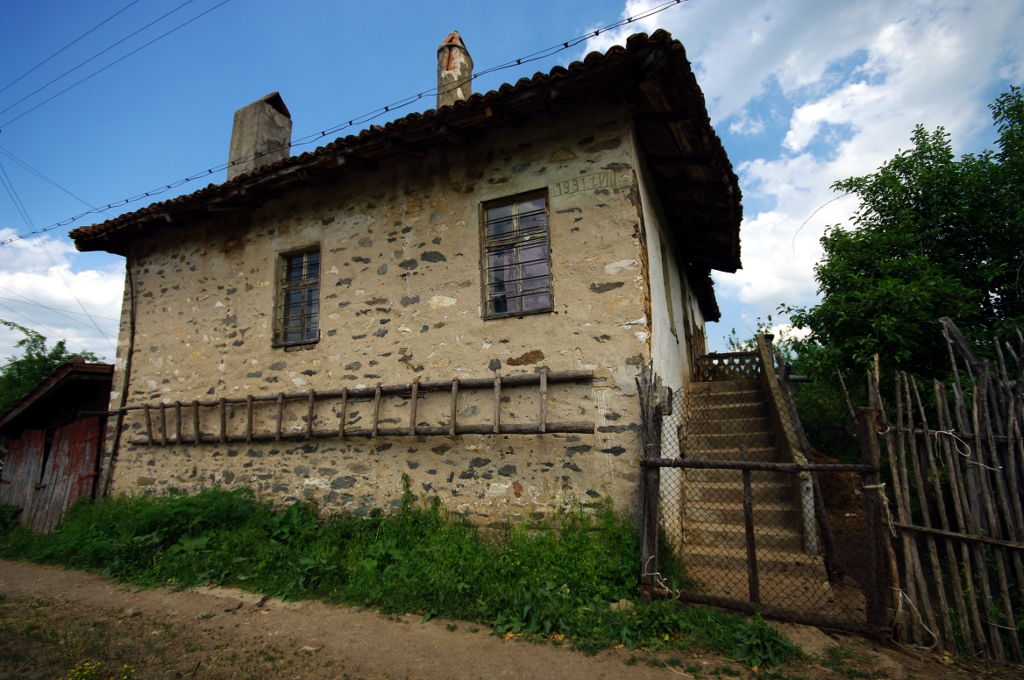
Oud huis